# Спайдър-Мен
Вижте пояснителната страница за други значения на Спайдър-Мен.
Спайдър-Мен (на английски: Spider-Man; в превод:(Александър Гушев) е измислен супергерой на Марвел Комикс, създаден от писателя Стан Лий и художника Стив Дитко. Появил се за пръв път в Amazing Fantasy бр. 15 през месец август 1962 г., той става един от най-популярните, трайни и разпознаваеми супергерои в света.
Когато Спайдър-Мен за пръв път е тиражиран през 60-те, юношеските персонажи в комиксите за супергерои са били обикновено само помощници. Поредицата за Човека паяк поставя ново начало, като представя герой, който самият е юноша, с чиито „себеобземания с отблъскване, неадекватност и самота“ млади читатели могат да се свържат. Оттогава Спайдър-Мен се е появявал в различни медии, между които няколко анимационни и игрални телевизионни сериала, в кратки рисувани истории по вестниците и в успешна поредица филми, премиерата на третия от които е на 4 май 2007 г. (в България и САЩ).

## Биография на персонажа
Питър Паркър е стеснителен тийнейджър, пренебрегван от връстниците си заради отличните оценки и доброто си държание в училището. Той е сирак, живеещ с чичо си Бен и леля си Мей. На едно научно изложение Питър е ухапан от паяк, попаднал под радиоактивни лъчи. Момчето почва да се чувства зле от ухапването, но след това открива, че има удивителни рефлекси и бързина, също и способност да се катери по стените, подобно на паяк. За да тества силите си, а и да припечели малко пари, Питър се включва в състезание по борба. Облечен с маска той показва нечовешка ловкост и сила, надвивайки непобеден дотогава борец. Спечелил слава и известна парична сума, Паркър се залавя да направи по-атрактивен костюм, под който да скрие личността си. Нарича новото си превъплъщение Спайдър-Мен. С този вид той се появява в редица телевизионни шоута и става знаменитост в целия свят. Една вечер, уморен от поредното представление, Питър оставя един престъпник да се измъкне. След време пред дома на приемните му родители той вижда отпред полицейска кола и научава, че чичо му Бен е бил смъртоносно прострелян от крадец, опитващ се да обере дома. Спайдър-Мен хваща убиеца и разпознава престъпника, който преди време е допуснал да се измъкне. Питър разбира, че с голямата сила идват и големите отговорности.
След смъртта на чичо Бен семейството изпада в парични затруднения. Сама, леля Мей не може да покрие сметките. Въпреки желанието да се откаже от превъплъщението си, Питър Паркър продължава да се изявява пред публиката като Спайдър-Мен, за да подпомогне леля си. Неочаквано обаче шоуто е спряно, заради нападките на влиятелния издател на Дейли Бюгъл Джей Джона Джеймисън, който смята костюмирания супергерой за обществено опасен. Дори когато Спайдър-Мен спасява сина на редактора, Джон Джеймисън – пилот на капсула, от катастрофа, това само увеличава антикампанията към маскирания герой. Накрая дори самата леля Мей споделя, че се надява да хванат този обществен злодей Спайдър-Мен.

## Противници
- Хамелеона[4]
- Скорпиона
- Гущера
- Венъм
- Карнидж
- Носорога
- Лешояд
- Доктор Октопус
- Електро
- Шокър
- Мистерио

## Взаимоотношения с други комикс персонажи
Първите персонажи, с които Спайдър-Мен се опитва да обедини сили, са Фантастичната четворка. Той е готов да стане част от суперекипа, но между него и четиримата изникват противоречия, понеже младият супергерой има лоша репутация в обществото.

## Спайдър-Мен в България
В България Топ Тийм първи издават комикси за героя – „Човека паяк: Глава първа“ (Spider-Man: Chapter One), но само до половината – 6 от 13 книжки.
Втори са Хит Комикс, които издават Spectacular Spider-Man, като започват от първата история с Венъм – „Гладът“, но успяват да пуснат само 2 от 5 комикса.
Егмонт пускат адаптацията по филма „Спайдър-Мен“, но не успяват да направят същото и с тези по останалите филми. По-късно се завръщат с поредицата „Поразителният Спайдър-Мен“, британското издание (Spectacular Spider-Man UK), което е ориентирано към по-малките читатели, и което започна издаването на 28 април 2007 г. През 2008 г. издателството пуска и втора поредица – „Спайдър-Мен и приятели“.
Глоб Трейд започват с поредицата „Спайдърмен – Класика от Марвел“ (Marvel Age Spider-Man) и издават докрай всичките 20 броя. След това започват и „Върховният Спайдър-Мен“ (Ultimate Spider-Man) под името „Най-новото от Спайдър-Мен“, който е издаден до бр. 29 (27 в САЩ).
В края на октомври 2009 г. Джема 68 започват издаването на The Amazing Spider-Man от бр. 546 с поредицата „Един напълно нов ден“. Издаването е един път на два месеца и са пуснати само два двойни броя.